# Synema albomaculatum
Synema albomaculatum là một loài nhện trong họ Thomisidae.
Loài này thuộc chi Synema. Synema albomaculatum được Hirotsugu Ono miêu tả năm 2001.